# La pesta blava
La Pesta Blava (La Peste Azul, en castellano) es un ensayo realizado por el psicólogo valenciano Vicent Bello en 1987, finalista del premio de ensayo Joan Fuster,  publicado un año después por el editorial Tres i Quatre junto con De Impura Natione, finalista ex-aqueo de aquella edición.

## El libro
A pesar de no ganar el premio de ensayo Joan Fuster, el jurado recomendó que, tanto La Pesta Blava como Document 88 fueran publicados como material de reflexión. La obra suponía la más completa aproximación al blaverismo que hasta entonces se había realizado desde el fusteranisme, haciendo especial énfasis en la relación entre el regionalismo anticatalanista y la extrema derecha. Así, el autor considerará que el blaverismo es un movimiento de carácter fascista, cuando no la versión local del fascismo.
Se dedica un capítulo entero a analizar la tercera vía valenciana. Para Bello, las tesis revisionistas del fusteranismo de libros como De Impura Natione supondrán un blaverismo o anticatalanismo de baja intensidad, que no sería una revisión del fusteranismo sino una propuesta anticatalanista que coge las ropas del fusteranismo para conectar con bases sociales nacionalistas.La aparición del discurso de la tercera vía estaría explicado por la necesidad de las clases dominantes de una cara más amable, comparando el papel de Mollà y Mira con el de Manuel Broseta en la transición. Por eso, el autor del libro calificará el valencianismo de conciliación como neoblaverismo.

## Legado y criticismo
La Pesta Blava fue uno de los pocos trabajos publicados donde se analizaba el blaverismo, movimiento social poco estudiado todo y la influencia que ha tenido en la sociedad valenciana. Desde finales del Siglo XX, diferentes sociólogos han criticado el trabajo de Bello. En el año 2000, Anselm Bodoque ya criticó la caracterización del blaverismo como movimiento fascista. A pesar de los episodios violentos, Bodoque considera que el blaverismo no es más que un movimiento populista movilizador de elementos marginados en el proceso de modernización sociales de los años 70. Por su parte, Miquel Nicolàs y Amorós considera que este ensayo de Vicent Bello combina las interpretaciones muy documentadas con  un aparato metodológico débil donde se sustituye el análisis por "un cóctel de apriorismo, reduccionismo sociológico y estereotipos de la psicología social". También Vicent Flor ha criticado la obra de Bello. Considerando las descripciones mayoritarias, tanto académicas como políticas como simplistas, y fruto de un momento social donde el blaverismo actuaba intensamente, para este autor la radiografía del blaverismo como una anomalía social producto de la existencia de un número elevado de desequilibrados o fascistas explica poco y mal la sociedad valenciana.